# ريتشارد كاراباز
ريتشارد كاراباز (بالإسبانية: Richard Carapaz)‏ (و. 1993  م) هو دراج إكوادوري، ولد في كانتون تولكان، شارك في طواف إسبانيا.

## سباقات أو مراحل فاز بها
| التاريخ        | السباق                                                                  | المركز                                                                     |
| -------------- | ----------------------------------------------------------------------- | -------------------------------------------------------------------------- |
| 01 يناير 2013  | فويلتا الإكوادور 2013                                                   |                                                                            |
| 01 يناير 2014  | فويلتا الإكوادور 2014                                                   |                                                                            |
| 01 يناير 2016  | 2016 Nafarroako Itzulia                                                 | الفائز في التصنيف العام                                                    |
| 05 مارس 2017   | جي بي إندوستريا وأرتيجياناتو 2017                                       | الثاني في التصنيف العام                                                    |
| 30 أبريل 2017  | طواف روماندي 2017                                                       | الرابع في تصنيف أفضل شاب                                                   |
| 07 مايو 2017   | طواف كوميونيداد مدريد 2017                                              | الثاني في تصنيف الجبال، السادس في التصنيف العام، الثامن في تصنيف النقاط    |
| 21 مايو 2017   | فولتا كاستيلا ليون 2017                                                 | العاشر في تصنيف النقاط، الثالث في التصنيف العام                            |
| 18 يونيو 2017  | روتي دو سود 2017                                                        | الثاني في التصنيف العام                                                    |
| 11 فبراير 2018 | طواف كولومبيا 2018                                                      | التاسع في تصنيف أفضل شاب                                                   |
| 11 مارس 2018   | باريس-نيس 2018                                                          | الثالث في تصنيف أفضل شاب                                                   |
| 25 مارس 2018   | كوبي وبارتالي 2018                                                      | الثالث في التصنيف العام، الخامس في تصنيف النقاط                            |
| 29 أبريل 2018  | فولتا أستورياس 2018                                                     | الفائز في التصنيف العام                                                    |
| 05 مايو 2019   | فولتا أستورياس 2019                                                     | الفائز في التصنيف العام                                                    |
| 02 يونيو 2019  | طواف إيطاليا 2019                                                       | الفائز في التصنيف العام                                                    |
| 01 يناير 2020  | طواف أمريكا للدراجات 2020                                               | الفائز في التصنيف العام                                                    |
| 01 يناير 2021  | طواف أمريكا للدراجات 2021                                               |                                                                            |
| 13 يونيو 2021  | طواف سويسرا 2021                                                        | الفائز في التصنيف العام                                                    |
| 24 يوليو 2021  | ركوب الدراجات في الألعاب الأولمبية الصيفية 2020 - سباق الطريق فردي رجال | الفائز في التصنيف العام                                                    |
| 01 يناير 2022  | طواف أمريكا للدراجات 2022                                               |                                                                            |
| 18 فبراير 2022 | 2022 Ecuador National Road Cycling Championships - Men ITT              | الفائز في التصنيف العام                                                    |
| 11 سبتمبر 2022 | طواف إسبانيا 2022                                                       | الأول في تصنيف الجبال، المرتبة 13 في التصنيف العام، الثامن في تصنيف النقاط |
| 12 فبراير 2023 | 2023 Ecuador National Road Cycling Championships - Men RR               | الفائز في التصنيف العام                                                    |
| 30 مايو 2023   | 2023 Mercan'Tour Classic Alpes-Maritimes                                | الفائز في التصنيف العام                                                    |
| 01 يناير 2024  | طواف أمريكا للدراجات 2024                                               |                                                                            |
| 01 فبراير 2024 | 2024 Ecuador National Road Cycling Championships - Men ITT              | الفائز في التصنيف العام                                                    |
| 11 فبراير 2024 | طواف كولومبيا 2024                                                      | الأول في تصنيف الجبال، الأول في تصنيف النقاط، الثاني في التصنيف العام      |
| 21 يوليو 2024  | طواف فرنسا 2024                                                         | الأول في تصنيف الجبال، المرتبة 17 في التصنيف العام                         |

## روابط خارجية
- ريتشارد كاراباز على موقع الاتحاد الدولي للدراجات (الإنجليزية)
- ريتشارد كاراباز على موقع أرشيف الدراجات (الإنجليزية)
- ريتشارد كاراباز على موقع إحصائيات الدراجات الإحترافية (الإنجليزية)
- ريتشارد كاراباز على موقع نسبة الدراجات (الإنجليزية)
- ريتشارد كاراباز على موقع CycleBase (الإنجليزية)
- ريتشارد كاراباز على موقع أوليمبيديا (الإنجليزية)